# Life for Rent (cântec)
Life for Rent este cel de-al doilea single extras de pe albumul Life for Rent, al interpretei engleze Dido.